# Калужская (станица)
Калу́жская — станица в Северском районе Краснодарского края. Административный центр Калужского сельского поселения.

## География
Расположена на берегах небольшой реки Супс и её притоков, в лесной предгорной зоне, в 8 км юго-восточнее более крупной станицы Новодмитриевской.

## История
Станица Супская основана в 1864 году, в 1867 году переименована в Калужскую. В 1864 году в станице открылся Покровский молитвенный дом, который в 1869 году был перестроен в церковь Рождества Пресвятой Богородицы. Церковь была деревянной, на каменном фундаменте, в одной связи с колокольней. В 1886 году она была перестроена. В 1890 году в станице появилась школа грамоты. В 1896 году в память о коронации Николая II и Александры Фёдоровны была открыта одноклассная церковно-приходская школа и основано братство во имя Рождества Пресвятой Богородицы. В 1900 году настоятелем церкви назначен священник Андрей Сандырев.
7 марта 1924 года священник станицы Калужской Александр Цветков был арестован и 11 мая 1925 года приговорен к расстрелу .
17 января 1943 года, в ходе Великой Отечественной войны, силами Красной Армии станица Калужская была освобождена от немецко-фашистских захватчиков.
Адыгское название станицы — адыг. Суп.

## Население
| 2002 | 2010  |
| ---- | ----- |
| 1837 | ↗1925 |